# Italia en el Festival de la Canción de Eurovisión 2023
Italia participó en el LXVII Festival de la Canción de Eurovisión, que se celebró en Liverpool, Reino Unido del 9 al 13 de mayo de 2023, tras la imposibilidad de Ucrania de acoger el concurso por la victoria de Kalush Orchestra con la canción «Stefania». La Radiotelevisione Italiana (RAI) (Radiotelevisión Italiana en español), radiodifusora encargada de la participación italiana dentro del festival, decidió mantener el sistema de elección de los últimos años, con el cual la RAI invita al ganador del prestigioso Festival de San Remo a representar al país dentro del festival de Eurovisión.
El festival celebrado del 7 al 11 de febrero de 2023, dio como ganador al cantante Marco Mengoni y la canción «Due Vite», compuesta por el mismo junto a Davide Petrella y Davide Simonetta. Durante la conferencia de prensa realizada al día siguiente, Mengoni confirmó su participación en el Festival de Eurovisión como el representante italiano.
Italia, con calidad de anfitrión y miembro de los «Big Five», estuvo clasificada a la gran final. En la final realizada el 13 de mayo, Italia consiguió su décimo Top 10 desde 2011 tras posicionarse en 4° lugar con 350 puntos, producto de la votación del jurado profesional (176 puntos) y del televoto (174 puntos).

## Historia de Italia en el Festival
Italia es uno de los países fundadores del festival, debutando en 1956. Desde entonces el país ha concursado en 47 ocasiones, siendo uno de los países más exitosos del concurso, posicionándose hasta 35 veces dentro de los mejores 10 de la competencia. Italia ha logrado vencer en tres ocasiones el festival: la primera, en 1964, con Gigliola Cinquetti y la canción "Non ho l'età". La segunda vez sucedió en 1990, gracias a la canción "Insieme: 1992" de Toto Cutugno. La victoria más reciente es la de Måneskin con el tema rock "Zitti e buoni". Recientemente, el país se ausentó durante un gran periodo de tiempo del festival, desde 1998, hasta 2011, sin embargo, desde su regreso se ha convertido en uno de los países con los mejores resultados en los últimos años, posicionándose en 9 ocasiones dentro del Top 10 en las últimas 11 ediciones.
En 2022, los ganadores del tradicional Festival de San Remo, el dúo formado por Mahmood & Blanco, se colocaron en 6.ª posición con 268 puntos en la gran final: 110 puntos del televoto (8°) y 158 del jurado profesional (7°), con el tema «Brividi».

## Representante para Eurovisión

### Festival de San Remo 2023
El Festival de San Remo de 2023, fue la 73° edición del prestigioso festival italiano. Italia confirmó su participación en el Festival de Eurovisión 2023 tras confirmar la publicación del reglamento del festival de la canción italiana. Italia mantuvo su método tradicional utilizado desde 2015, con el cual la RAI invita al ganador de la sección Campioni del Festival de San Remo a participar también en el Festival de Eurovisión. En el caso de una negativa (como la ocurrida en 2016), la RAI tuvo la opción de invitar a otro artista del concurso. La competencia se celebró del 7 al 11 de febrero de 2023, con la participación de 28 intérpretes: 22 artistas consagrados y 6 provenientes de la competencia Giovani que se realizó el 16 de diciembre de 2022..
La final del festival tuvo lugar el 11 de febrero, con la realización de 2 rondas. En la primera, los 28 finalistas interpretaron sus canciones, siendo sometidos a votación, compuesta por un panel de un jurado compuesto por 300 personas que votaban bajo un sistema electrónico (33%), la votación de la sala de prensa (33%) y la votación del público (34%). 5 artistas fueron seleccionados para la segunda ronda: Lazza, Marco Mengoni, Mr. Rain, Tananai y Ultimo. En la segunda ronda, los 5 cantantes se sometieron a una votación a partes iguales entre el jurado demoscópico, la sala de prensa y el público, siendo declarado ganador el cantante Marco Mengoni con la balada «Due Vite», tras obtener una media de 45.53% de los votos. A la mañana siguiente, el cantante aceptó la invitación de la RAI, con lo cual se convirtió en el 48° representante italiano en el festival eurovisivo.
| N.º | Artista       | Canción     | Sala de Prensa | Jurado Demoscópico | Televoto   | Televoto | Lugar | Media  |
| N.º | Artista       | Canción     | Sala de Prensa | Jurado Demoscópico | Porcentaje | Lugar    | Lugar | Media  |
| --- | ------------- | ----------- | -------------- | ------------------ | ---------- | -------- | ----- | ------ |
| 1   | Ultimo        | «Alba»      | 5.º lugar      | 4.º lugar          | 20.39%     | 2        | 4     | 12.25% |
| 2   | Tananai       | «Tango»     | 3.º lugar      | 5.º lugar          | 11.15%     | 5        | 5     | 11.15% |
| 3   | Lazza         | «Cenere»    | 2.º lugar      | 3.º lugar          | 18.28%     | 3        | 2     | 16.64% |
| 4   | Marco Mengoni | «Due Vite»  | 1º lugar       | 1º lugar           | 32.31%     | 1        | 1     | 45.53% |
| 5   | Mr. Rain      | «Supereroi» | 4.º lugar      | 2.º lugar          | 17.87%     | 4        | 3     | 14.43% |

## En Eurovisión
Italia, al ser uno de los países pertenecientes al Big Five, estuvo clasificada automáticamente a la final del 13 de mayo, junto al país anfitrión, el ganador defensor: Ucrania y el resto del Big Five: Alemania, España, Francia y el Reino Unido (quien también funge como país anfitrión). El sorteo realizado el 31 de enero de 2023, determinó que el país, tendría que transmitir y votar en la primera semifinal.
Los comentarios para Italia corrieron por Gabriele Corsi y Mara Maionchi en la transmisión por televisión, mientras que la transmisión por radio fue comentada por Mariolina Simone, Diletta Parlangeli y Saverio Raimondo. La portavoz de la votación del jurado profesional italiano fue la cantante Kaze.

### Final

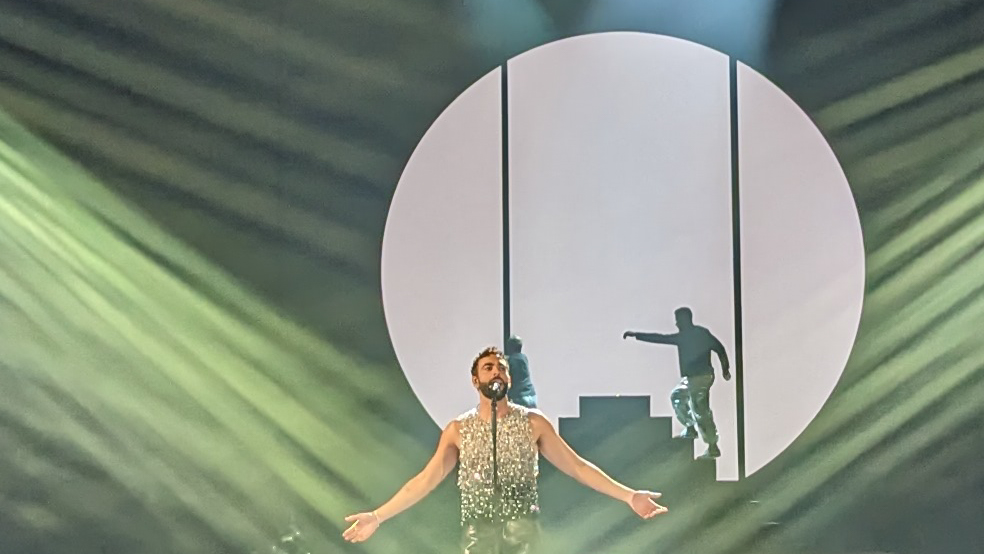
Marco Mengoni durante el ensayo general de la final.

Marco Mengoni tomó parte de los primeros ensayos los días 4 y 6 de mayo y los ensayos generales con vestuario de la primera semifinal los días 8 y 9 de mayo y de la final los días 12 y 13 de mayo. El ensayo general de la tarde del 12 fue tomado en cuenta por los jurados profesionales para emitir sus votos, que representaron el 50% de los puntos. Después de los ensayos del 6 de mayo, un sorteo determinó en que mitad de la final participarían los países del Big Five. Italia fue sorteada en la primera mitad (posiciones 1-13). Una vez conocidos todos los finalistas, los productores del show decidieron el orden de actuación de todos los finalistas, respetando lo determinado por el sorteo. El orden de actuación revelado durante la madrugada del viernes 12 de mayo, decidió que Italia debía actuar en la posición 11 por delante de Albania y detrás de Estonia.
Durante la votación, Italia se colocó en 3° lugar en la votación del jurado profesional con 176 puntos, recibiendo puntos de 28 jurados, incluyendo las máximas puntuaciones de cinco de ellos. Posteriormente se anunció su puntuación en la votación del televoto: la 6.ª posición con 174 puntos, incluyendo la máxima puntuación de Albania y Malta. La sumatoria final de 350 puntos posicionó a Italia en 4.ª posición, lo que significó para el país alpino su sexto Top 10 consecutivo y el décimo desde su regreso a la competencia en 2011.

### Votación

#### Puntuación a Italia

##### Final
| Jurado                                                 | Jurado                      | Jurado                               | Jurado                                                        | Jurado                                                  |
| 12 puntos                                              | 10 puntos                   | 8 puntos                             | 7 puntos                                                      | 6 puntos                                                |
| ------------------------------------------------------ | --------------------------- | ------------------------------------ | ------------------------------------------------------------- | ------------------------------------------------------- |
| - Austria - Croacia - Eslovenia - Rumania - San Marino | - España - Malta - Moldavia | - Georgia - Suiza                    | - Bélgica - Suecia                                            | - Azerbaiyán - Finlandia - Noruega - Polonia - Lituania |
| 5 puntos                                               | 4 puntos                    | 3 puntos                             | 2 puntos                                                      | 1 punto                                                 |
| - Chipre - Estonia                                     | - Alemania - Chequia        | - Letonia                            | - Albania - Francia - Reino Unido - Serbia - Ucrania          | - Australia                                             |
| Televoto                                               |                             |                                      |                                                               |                                                         |
| 12 puntos                                              | 10 puntos                   | 8 puntos                             | 7 puntos                                                      | 6 puntos                                                |
| - Albania - Malta                                      | - Alemania - Suiza          | - Austria - Croacia - Eslovenia      | - Bélgica - Francia - Israel - Noruega - Rumania - San Marino | - Chipre - España - Lituania - Portugal - Suecia        |
| 5 puntos                                               | 4 puntos                    | 3 puntos                             | 2 puntos                                                      | 1 punto                                                 |
| - Georgia - Grecia - Moldavia                          | - Azerbaiyán                | - Armenia - Dinamarca - Países Bajos | - Estonia - Serbia                                            | - Islandia - Chequia                                    |

#### Votación realizada por Italia[18][17]
| Puntos    | Televoto  |
| --------- | --------- |
| 12 puntos | Moldavia  |
| 10 puntos | Noruega   |
| 8 puntos  | Chequia   |
| 7 puntos  | Finlandia |
| 6 puntos  | Israel    |
| 5 puntos  | Croacia   |
| 4 puntos  | Suiza     |
| 3 puntos  | Suecia    |
| 2 puntos  | Portugal  |
| 1 punto   | Serbia    |

| Puntos    | Jurado   | Televoto  |
| --------- | -------- | --------- |
| 12 puntos | Israel   | Moldavia  |
| 10 puntos | Ucrania  | Noruega   |
| 8 puntos  | Suecia   | Ucrania   |
| 7 puntos  | Chequia  | Albania   |
| 6 puntos  | Estonia  | Finlandia |
| 5 puntos  | Armenia  | Israel    |
| 4 puntos  | Suiza    | Croacia   |
| 3 puntos  | Lituania | Suecia    |
| 2 puntos  | Bélgica  | Chequia   |
| 1 punto   | Serbia   | Suiza     |

##### Desglose
El jurado italiano en la final estuvo compuesto por:
- Carlo Massarini
- Fabrizio D'Alessio
- Maria Grazia Fontana
- Stefania Zizzari
- Tiziana Donati (Tosca)

| Semifinal 1 | Semifinal 1     | Semifinal 1 | Semifinal 1 |
| N.º         | País            | Televoto    | Televoto    |
| N.º         | País            | Ranking     | Puntos      |
| ----------- | --------------- | ----------- | ----------- |
| 01          | Noruega         | 2           | 10          |
| 02          | Malta           | 12          |             |
| 03          | Serbia          | 10          | 1           |
| 04          | Letonia         | 11          |             |
| 05          | Portugal        | 9           | 2           |
| 06          | Irlanda         | 14          |             |
| 07          | Croacia         | 6           | 5           |
| 08          | Suiza           | 7           | 4           |
| 09          | Israel          | 5           | 6           |
| 10          | Moldavia        | 1           | 12          |
| 11          | Suecia          | 8           | 3           |
| 12          | Azerbaiyán      | 15          |             |
| 14          | República Checa | 3           | 8           |
| 14          | Países Bajos    | 13          |             |
| 15          | Finlandia       | 4           | 7           |

| Final | Final           | Final                      | Final                      | Final                      | Final                      | Final                      | Final                      | Final                      | Final                      | Final                      |
| N.º   | País            | Jurado                     | Jurado                     | Jurado                     | Jurado                     | Jurado                     | Jurado                     | Jurado                     | Televoto                   | Televoto                   |
| N.º   | País            | Jurado A                   | Jurado B                   | Jurado C                   | Jurado D                   | Jurado E                   | Rank                       | Pts                        | Rank                       | Pts                        |
| ----- | --------------- | -------------------------- | -------------------------- | -------------------------- | -------------------------- | -------------------------- | -------------------------- | -------------------------- | -------------------------- | -------------------------- |
| 01    | Austria         | 10                         | 6                          | 11                         | 8                          | 14                         | 12                         |                            | 19                         |                            |
| 02    | Portugal        | 13                         | 11                         | 12                         | 18                         | 12                         | 16                         |                            | 21                         |                            |
| 03    | Suiza           | 16                         | 12                         | 8                          | 2                          | 9                          | 7                          | 4                          | 10                         | 1                          |
| 04    | Polonia         | 15                         | 24                         | 13                         | 17                         | 25                         | 19                         |                            | 13                         |                            |
| 05    | Serbia          | 9                          | 4                          | 14                         | 7                          | 11                         | 10                         | 1                          | 15                         |                            |
| 06    | Francia         | 8                          | 13                         | 15                         | 11                         | 13                         | 15                         |                            | 16                         |                            |
| 07    | Chipre          | 17                         | 21                         | 5                          | 12                         | 4                          | 11                         |                            | 11                         |                            |
| 08    | España          | 3                          | 9                          | 16                         | 16                         | 19                         | 13                         |                            | 22                         |                            |
| 09    | Suecia          | 14                         | 3                          | 6                          | 3                          | 3                          | 3                          | 8                          | 8                          | 3                          |
| 10    | Albania         | 22                         | 22                         | 17                         | 25                         | 23                         | 24                         |                            | 4                          | 7                          |
| 11    | Italia          | -------------------------- | -------------------------- | -------------------------- | -------------------------- | -------------------------- | -------------------------- | -------------------------- | -------------------------- | -------------------------- |
| 12    | Estonia         | 7                          | 20                         | 2                          | 13                         | 2                          | 5                          | 6                          | 20                         |                            |
| 13    | Finlandia       | 21                         | 23                         | 18                         | 20                         | 24                         | 23                         |                            | 5                          | 6                          |
| 14    | República Checa | 2                          | 5                          | 7                          | 4                          | 8                          | 4                          | 7                          | 9                          | 2                          |
| 15    | Australia       | 20                         | 19                         | 9                          | 19                         | 16                         | 18                         |                            | 23                         |                            |
| 16    | Bélgica         | 18                         | 10                         | 4                          | 6                          | 10                         | 9                          | 2                          | 12                         |                            |
| 17    | Armenia         | 6                          | 18                         | 3                          | 5                          | 5                          | 6                          | 5                          | 24                         |                            |
| 18    | Moldavia        | 23                         | 25                         | 19                         | 23                         | 20                         | 25                         |                            | 1                          | 12                         |
| 19    | Ucrania         | 1                          | 2                          | 20                         | 9                          | 1                          | 2                          | 10                         | 3                          | 8                          |
| 20    | Noruega         | 24                         | 17                         | 21                         | 21                         | 17                         | 21                         |                            | 2                          | 10                         |
| 21    | Alemania        | 19                         | 14                         | 22                         | 24                         | 18                         | 20                         |                            | 14                         |                            |
| 22    | Lituania        | 5                          | 8                          | 10                         | 14                         | 6                          | 8                          | 3                          | 17                         |                            |
| 23    | Israel          | 4                          | 1                          | 1                          | 1                          | 15                         | 1                          | 12                         | 6                          | 5                          |
| 24    | Eslovenia       | 12                         | 7                          | 23                         | 15                         | 7                          | 14                         |                            | 18                         |                            |
| 25    | Croacia         | 25                         | 16                         | 24                         | 22                         | 21                         | 22                         |                            | 7                          | 4                          |
| 26    | Reino Unido     | 11                         | 15                         | 25                         | 10                         | 22                         | 17                         |                            | 25                         |                            |